# Suroyudan
Suroyudan is een bestuurslaag in het regentschap Wonosobo van de provincie Midden-Java, Indonesië. Suroyudan telt 1996 inwoners (volkstelling 2010).